# Episodi di Papà castoro (prima stagione)
Questa è la lista degli episodi della prima stagione della serie animata Papà castoro.

## Episodi
| N° | Titolo originale                      | Titolo italiano                |
| -- | ------------------------------------- | ------------------------------ |
| 1  | Michka                                | Michka                         |
| 2  | Ne dérangez pas les dragons           | Non disturbate i dragoni       |
| 3  | La Chèvre et les Biquets              | La capra e i suoi capretti     |
| 4  | Les Trois Petits Cochons              | I tre porcellini               |
| 5  | Marlaguette                           | Marlaguette                    |
| 6  | Boucle d'or et les Trois Ours         | Riccioli d'oro                 |
| 7  | Perlette, goutte d'eau                | Perletta goccia d'acqua        |
| 8  | Demoiselle Libellule                  | La signorina libellula         |
| 9  | La Vache orange                       | La mucca arancione             |
| 10 | Le Cheval bleu                        | Il cavallo blu                 |
| 11 | Le Conte de La Marguerite             | La storia della Margherita     |
| 12 | Cigalou                               | Cigalou                        |
| 13 | Le Joueur de flûte de Hamelin         | Il pifferaio di Hamelin        |
| 14 | Le roi qui ne pouvait pas éternuer    | Re Starnuto                    |
| 15 | Le Mouchoir de Benjamin               | Il fazzoletto di Benjamin      |
| 16 | Blancheline                           | Blancheline                    |
| 17 | Mon lit dans les étoiles              | Il mio letto tra le stelle     |
| 18 | Le Coup de pied                       | Il calcio                      |
| 19 | Le Jamais Content                     | Scontentone                    |
| 20 | La Plume du caneton                   | La piuma dell'anatroccolo      |
| 21 | Noix de coco cherche un ami           | Noce di Cocco cerca un amico   |
| 22 | Le Beau Chardon d'Ali Boron           | I Cardi d'Alì Boron            |
| 23 | Tirbouchonet a la rougeole            | Cavatappi                      |
| 24 | Deux Petits Cochons trop cochons      | Due porcelli troppo porcelli   |
| 25 | La Boîte à soleil                     | La scatola del sole            |
| 26 | La Chouette d'Émilie                  | La civetta di Emilia           |
| 27 | La Plus Mignonne des petites souris   | La topolina più carina         |
| 28 | La Famille Rataton                    | La famiglia Rataton            |
| 29 | Le Petit Cheval et le Vieux Chameau   | Il cavallino                   |
| 30 | La Grande Panthère noire              | La grande pantera nera         |
| 31 | Le Petit Chacal très malin            | Il piccolo sciacallo scaltro   |
| 32 | L'Oiseau de pluie                     | L'uccello della pioggia        |
| 33 | Du poison pour les dragons            | Veleno per draghi              |
| 34 | Bien fait pour eux                    | Peggio per loro                |
| 35 | Baba Yaga                             | Babayaga                       |
| 36 | Les Deux Bossus                       | I due gobbi                    |
| 37 | Petit Zèbre                           | La piccola zebra               |
| 38 | Histoire de singe                     | Una storia di scimmie          |
| 39 | Pâquerette et Poulette coquette       | Paquerette e Poulette coquette |
| 40 | Les Noces de Clémentine               | Le nozze di Clementine         |
| 41 | Agnès a grandi                        | Agnese                         |
| 42 | Agnès et la Mouette gracieuse         | Agnese e il gabbiano gentile   |
| 43 | Le Chat de monsieur Neige             | Il gatto del signor Biancone   |
| 44 | La Souris, le Chat et le Petit Garçon | Il topo, il gatto e il bambino |
| 45 | Poulerousse                           | La gallina rossa               |
| 46 | Le Petit Cochon trop gourmand         | Il porcellino troppo goloso    |
| 47 | Un tour de renard                     | La collana della volpe         |
| 48 | La Pêche aux anguilles                | La pesca delle anguille        |
| 49 | Le Blaireau à lunettes                | Il tasso con gli occhiali      |
| 50 | Le Blaireau et sa voisine             | Il tasso e la sua vicina       |